# アポローン・モクリーツキー

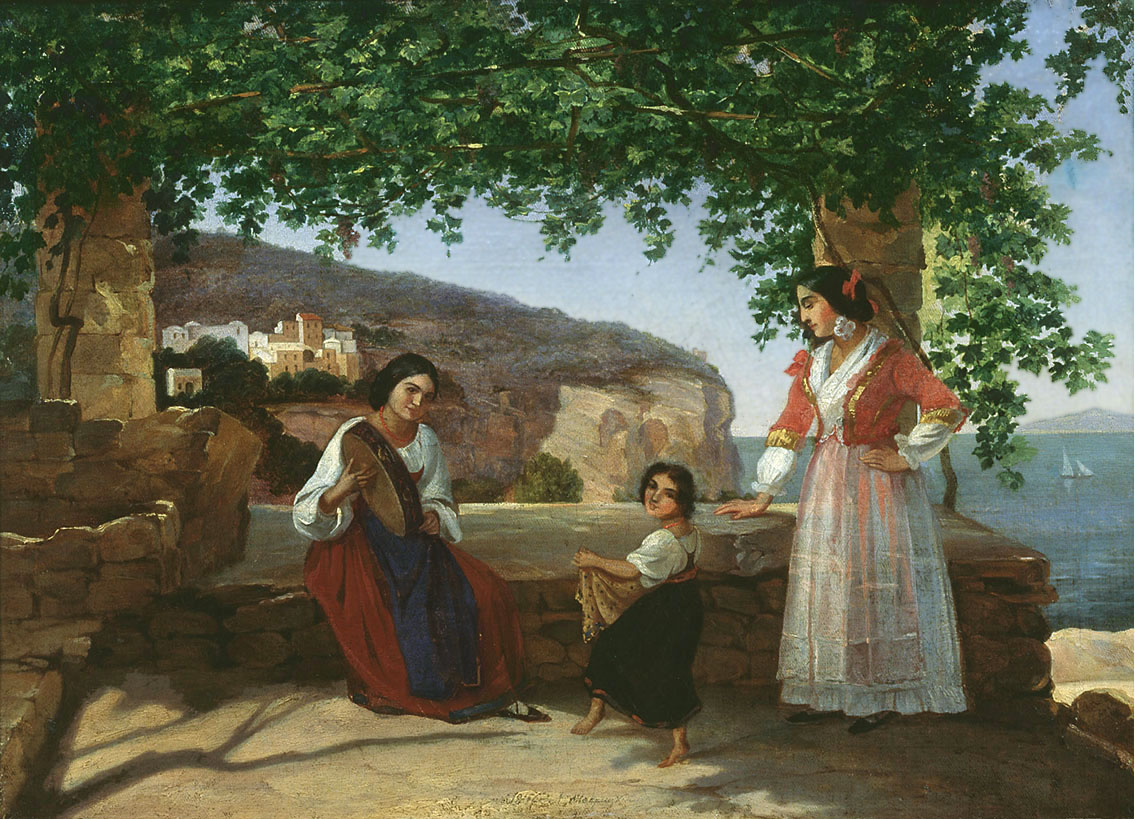
テラスのイタリア女性(1846)、

アポローン・ニコラエヴィチ・モクリーツキー（ウクライナ語: Аполлон Миколайович Мокрицький,、ロシア語: Аполлон Николаевич Мокрицкий, ラテン文字転写: Apollon Nikolayevich Mokritsky、1810年8月12日 - 1870年3月8日）は、現ウクライナ生まれの画家である。主に人物画を描き、モスクワの美術学校で教えた。

## 略歴
現ウクライナのポルタヴァ州の村Pyrjatynで生まれた。ニジィンの美術学校で（Kapiton Pavlov: 1791-1852）に学んだ後、1830年から1839年の間はサンクトペテルブルク帝国美術アカデミーでアレクセイ・ヴェネツィアーノフと後にカール・ブリューロフに学んだ。学業を終えた1年後から、ウクライナで働き、1841年にイタリアを訪れた。
1849年からモスクワ絵画・彫刻・建築学校（Московское училище живописи, ваяния и зодчества）で教授を務め、1850年に、絵画のアカデミー会員に任じられた。この美術学校で学んだ学生にはコンスタンチン・マコフスキー、ヴァシリー・ペロフ、イラリオン・プリャニシニコフ、イヴァン・シーシキンらがいる。
おもに肖像画を描き、イタリアの風物も描いた、
農奴として生まれ、ウクライナの国民的詩人となったタラス・シェフチェンコの才能を見出し、ロシアやウクライナの知識人たちに紹介し、芸術家として活躍できるようになるのに貢献した人物のひとりともされ、シェフチェンコに関する多くの資料が含まれる日記を残した. 。
1870年にモスクワで60歳で亡くなった。

## 作品

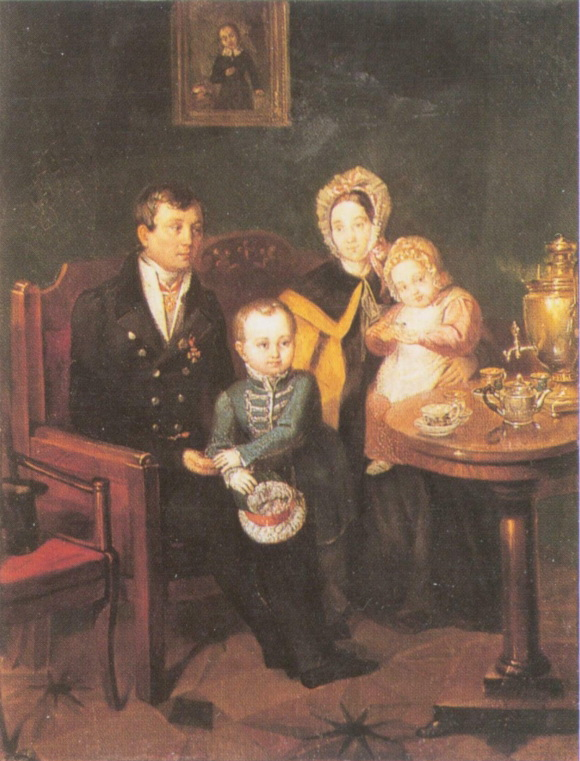
家族の肖像画(1838) ロシア美術館
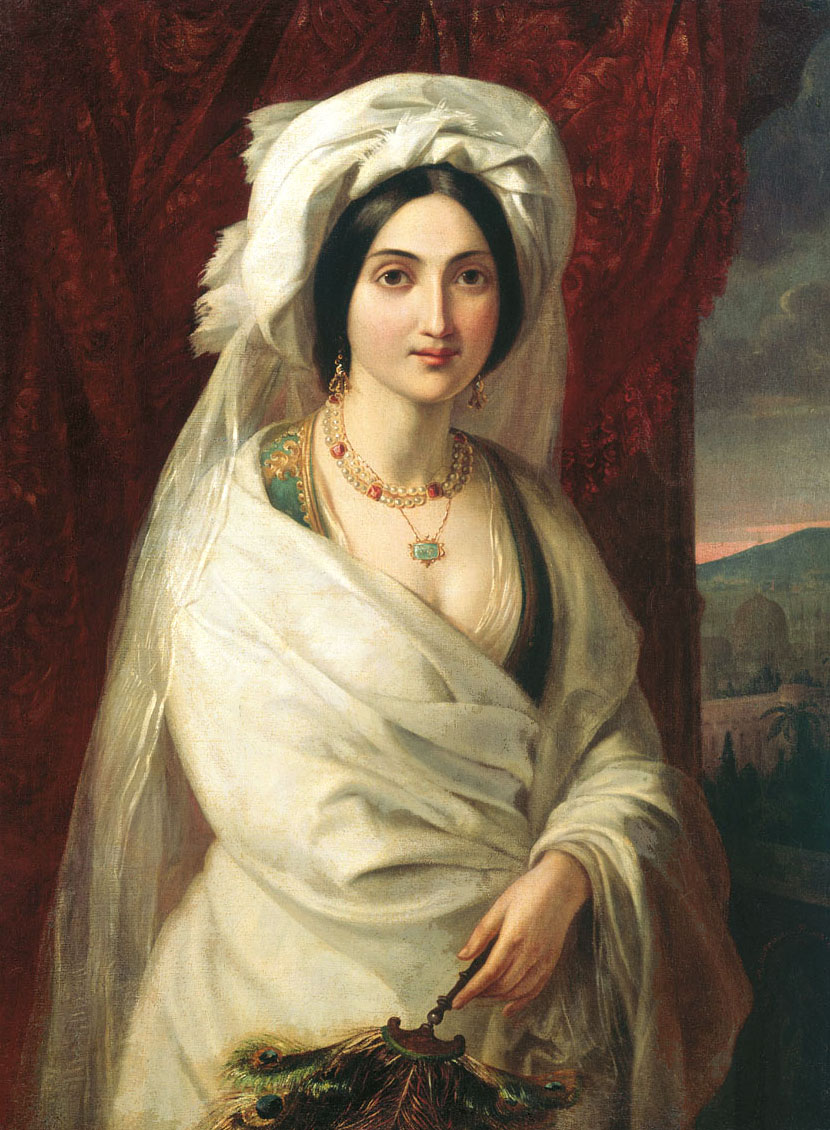
トルコの女性(1843) Yaroslavl Art Museum
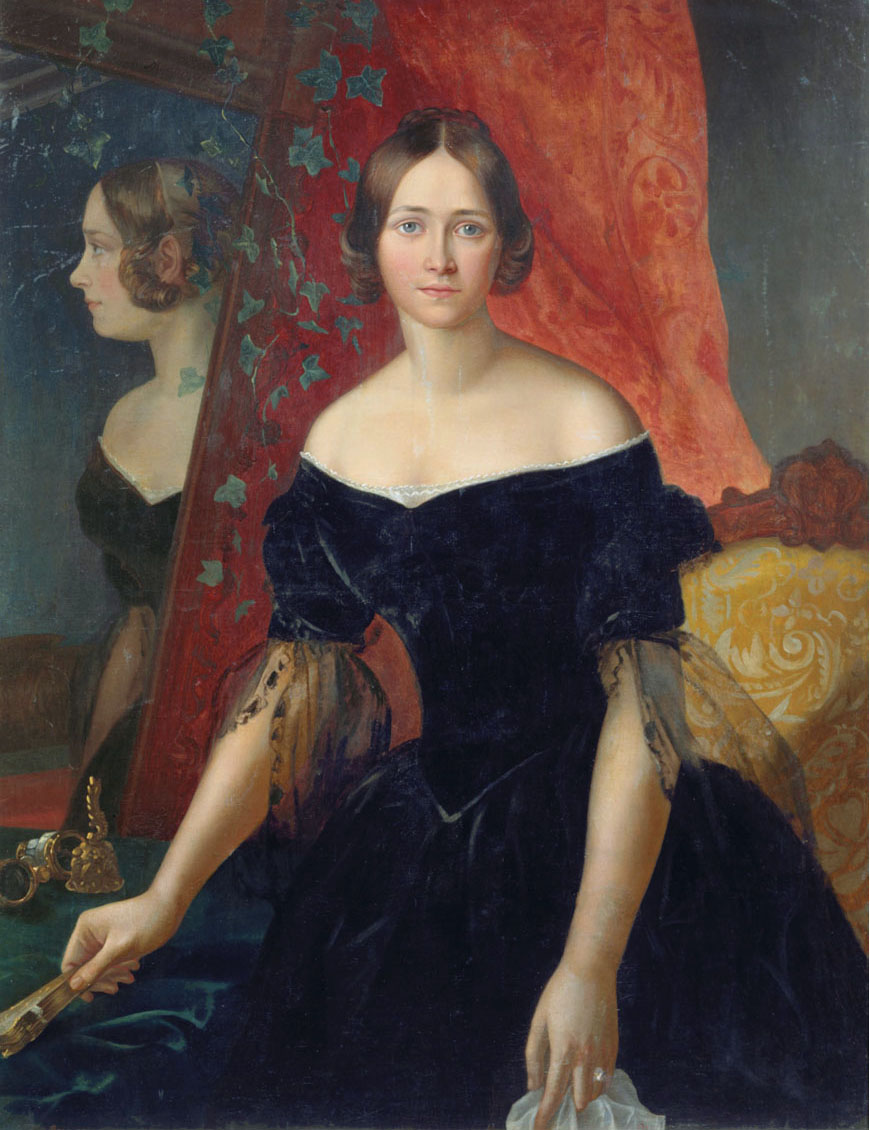
婦人像(1841) Kaluga Museum of Fine Arts
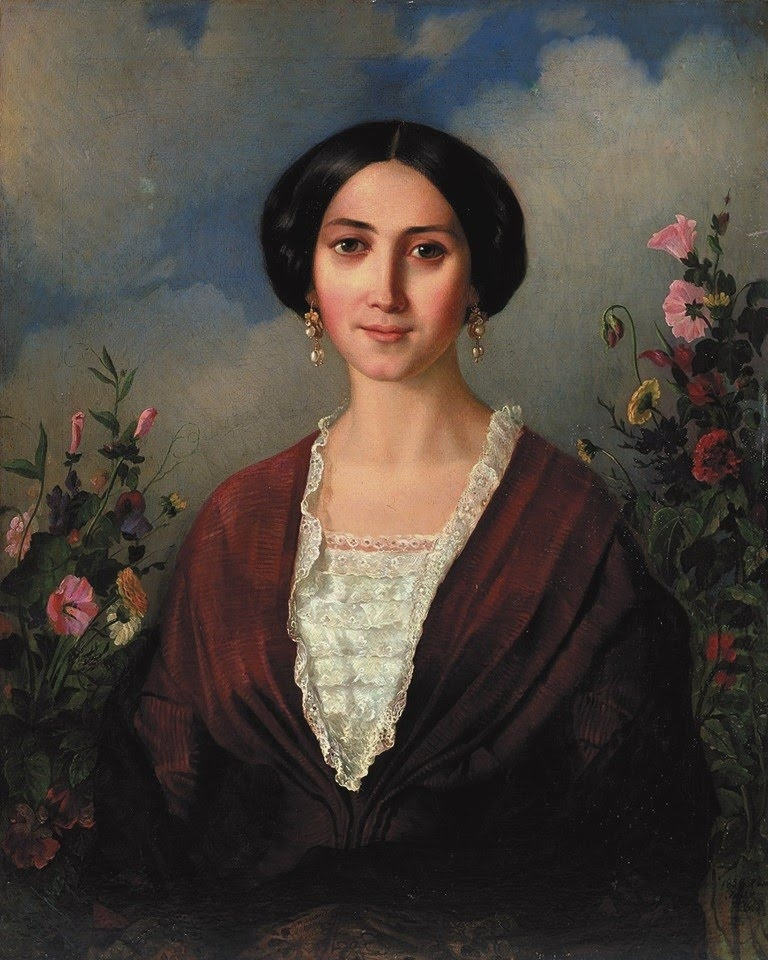
妻の肖像画(1858) ウクライナ国立美術館